# Кодекс Латвии об административных правонарушениях
Кодекс Латвии об административных правонарушениях (латыш. Latvijas Administratīvo pārkāpumu kodekss) — кодифицированный нормативный акт, регулирующий ответственность за многие административные правонарушения и порядок производства по делам об административных правонарушениях. Принят 7 декабря 1984 года как Кодекс Латвийской ССР об административных правонарушениях, вступил в силу 1 июля 1985 года.  Кодекс Латвии об административных правонарушениях был изменен 150 раз
Отмена кодекса с заменой его на два новых закона и положения о наказаниях в ряде отраслевых законов состоялась 1 июля 2020 года. По мнению юриста Министерства юстиции Иоланты Лауры, к реформе пересмотра кодекса привел целый ряд проблем, накопившихся с 1985 года. Иоланта Лаура отмечает, что кодекс — наследие советской правовой системы, но при этом действует до сих пор, а содержащиеся в нем нормы до сих пор систематически не пересматривались. В качестве примера Лаура указывает, что некоторые правовые нормы, содержащиеся в Кодексе, противоречивы и логически необоснованны как с доктринальной, так и с практической точки зрения, и, несмотря на огромное количество поправок к Кодексу, остается ряд элементов, нехарактерных для демократического государства.
Ряд положений кодекса становился предметом рассмотрения в Конституционном суде Латвии.
Европейская комиссия по борьбе с расизмом и нетерпимостью отметила, что формулировки ряда составов нарушений, в том числе «неуважения к государственному языку», позволяют потенциально произвольное применение.

## Положения Кодекса
- Институции (должностные лица), уполномоченные рассматривать дела об административных правонарушениях, должны рассматривать их в соответствии с их компетенцией, указанной в обязательных положениях Кодекса и органов местного самоуправления[4].
- Решение, принятое по делу об административном правонарушении, может быть обжаловано лицом, привлекаемым к административной ответственности, и потерпевшим, а также владельцем пострадавшего имущества[4]
- Принятое решение может быть обжаловано как в вышестоящем органе, так и в районный (городской) суд в течение 10 рабочих дней с даты уведомления.[4]
- Наложенный штраф должен быть оплачен не позднее 30 дней с даты вынесения решения[4].
- С сентября 2016 года изменения в Кодексе предусматривают частичное освобождение от штрафов[4].